# Matias Strandvall
Matias Johan Gustav Strandvall (Helsinki, 15 marzo 1985) è un ex fondista finlandese.

## Biografia
In Coppa del Mondo ha esordito il 28 novembre 2004 a Kuusamo (98°) e ha ottenuto il primo podio il 26 gennaio 2008 a Canmore (3°).
In carriera ha preso parte a un'edizione dei Giochi olimpici invernali, Vancouver 2010 (37° nella sprint), e a sei dei Campionati mondiali (9° nella sprint a Sapporo 2007 il miglior risultato).

## Palmarès

### Coppa del Mondo
- Miglior piazzamento in classifica generale: 39º nel 2008
- 1 podio (individuale):
  - 1 terzo posto